# Üszöggombák
Az üszöggombák rendje (Ustilaginales) az Ustilaginomycetes osztályba tartozó gombák egy rendje. A rend 8 családot, 49 nemzetséget és 851 fajt tartalmaz. 
Fajai veszedelmes növényi kórokozók, amelyek gazdanövényeikre erősen specializálódtak. Túlnyomórészt egyszikűeken – rendszerint perjeféléken, sásféléken vagy liliomféléken – élnek. A kétszikűek közül a szegfűfélék és a fészkesvirágzatúak családjait részesítik előnyben. 

## Morfológia
Az üszögfertőzés jellegzetes tünete a fekete színű kitartó (áttelelő) spórák – klamidospórák – óriási tömegének megjelenése a gazdanövény egyes szervein (a szárakon, a leveleken, a virágokban és a terméseken). Ezektől a növényi részek égetteknek, elüszkösödötteknek tűnnek. Az üszöggombák kitartó spórái diploidok. A rend a dérgombákkal (Taphrinales) mutat rokonságot. Fajai ugyanis életciklusuk haploid szakaszában élesztőszerűek és szaprotróf módon táplálkoznak, dikariotikus életszakaszukban pedig gazdaszervezethez kötődnek és parazitaként viselkednek.

## Üszöggombák által okozott betegségek
Megfertőzhetik a kukoricanövényeket (Zea mays), amelyek duzzanatszerű üszögöket termelnek, amelyek a kukoricát eladhatatlanná teszik. Ezt a kukorica-golyvásüszög (Ustilago maydis) által megfertőzött kukoricát huitlacoche néven ismerik, és Latin-Amerikában konzervben árusítják fogyasztásra.
A kukorica-golyvásüszöghöz hasonlóan, az Ustilago esculenta gombafajt is el lehet fogyasztani, és egyetlen ismert gazdanövénye a Mandzsúriai vadrizs.
Gazdaságilag fontosak a gabonafélék károsítói, például a búza-kőüszög (Tilletia tritici), a búza-porüszög (Ustilago tritici), az árpa-fedettüszög (Ustilago hordei).
Világhírű üszöggomba specialista kutatónk Vánky Kálmán (K. Vánky) 